# 丹尼尔·H·威尔逊
丹尼爾·H·威爾遜（英語：Daniel H. Wilson，1978年3月6日— ）是紐約時報暢銷書作者，電視節目主持人及機械人學工程師。1978年生于俄克拉荷马州的塔尔萨市，在塔尔萨大学主修电脑科学，之后在卡内基美隆大学获得机器人学硕士、机器学习硕士、机器　人学博士学位。他曾在微软、英特尔、全录、诺斯洛普╱格鲁曼等公司的研究室工作，目前为作家，重要作品有《機械啟示錄》并为《大众机械》等杂志撰文，并在历史频道主持一档名为《The Works》的节目。